# Spyro Gyra (album)
Spyro Gyra è il primo album in studio del gruppo musicale statunitense omonimo, pubblicato nel 1978.

## Tracce
1. Shaker Song (Jay Beckenstein) – 4:49
2. Opus d'Opus (Jay Beckenstein) – 5:08
3. Mallet Ballet (Jeremy Wall) – 5:11
4. Pygmy Funk (Jeremy Wall) – 5:34
5. Cascade (Jeremy Wall) – 3:12
6. Leticia (Jeremy Wall) – 6:10
7. Mead (Jay Beckenstein) – 4:00
8. Paula / Paw Prints (Jay Beckenstein) – 4:01
9. Galadriel (Jeremy Wall) – 4:55

## Formazione
- Jay Beckenstein – sassofoni e percussioni
- Jeremy Wall – pianoforte, tastiere e percussioni
- Jim Kurzdorfer – basso
- Tom Walsh – batteria e percussioni
- Umbopha Emile Latimer – congas e percussioni

### Altri musicisti
- Rubens Bassini – congas (tracce 1,5 e 6)
- Dave Samuels – marimba e tabla (tracce 1 e 4)
- Tom Schuman – mini Moog (traccia 7), pianoforte e Fender Rhodes (traccia 8)
- Freddy Rapillo – chitarra (tracce 3,4,6,8 e 9)
- Greg Millar – chitarra (tracce 1,2,5 e 7)
- Rick Bell – trombone (traccia 2)
- Tony Garusso – tromba (traccia 6)
- Fred Marshall – trombone (traccia 6)